# Locul fosilifer Rădmănești
Locul fosilifer Rădmănești este o arie protejată de interes național ce corespunde categoriei a IV-a IUCN (rezervație naturală de tip paleontologic) situată în județul Timiș, pe teritoriul administrativ al comunei Bara.

## Localizare
Aria naturală cu o suprafață de 4 hectare este situată în extremitatea nordică a județului Timiș, la limita teritorială cu județul Arad, în bazinul superior al râului Miniș, la 11 km distanță de orașul Lugoj.

## Descriere
Rezervația naturală a fost declarată arie protejată prin Legea Nr.5 din 6 martie 2000 (privind aprobarea Planului de amenajare a teritoriului național - Secțiunea a III-a - zone protejate) și reprezintă o zonă (alunecări de teren, aflorimente) în lunca văii Minișului, unde în stratele de rocă sedimentară sunt semnalate importante depozite de faună fosilă de moluște (atribuită Terțiarului), asemănătoare celei din rezervația paleontologică Locul fosilifer Zăbalț ce se află pe teritotiul învecinat, în județul Arad